# Eleutherodactylus atkinsi
Eleutherodactylus atkinsi là một loài ếch trong họ Leptodactylidae là loài đặc hữu của Cuba. Các môi trường sống tự nhiên của chúng là dry forests, moist forests, moist shrubland, flooded vùng đồng cỏ và savannas, đầm nước, hang, đất canh tác, pastures, các đồn điền, vườn nông thôn, các vùng đô thị, các khu rừng trước đây bị suy thoái nặng nề, đất có tưới tiêu, đất nông nghiệp có lụt theo mùa, và kênh đào và mương rãnh.

## Hình ảnh

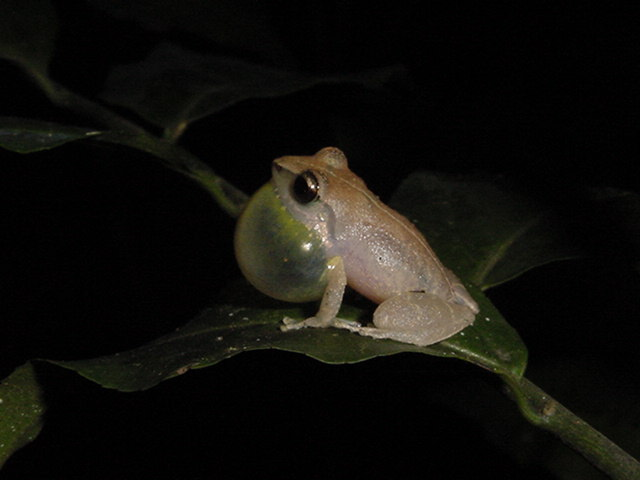
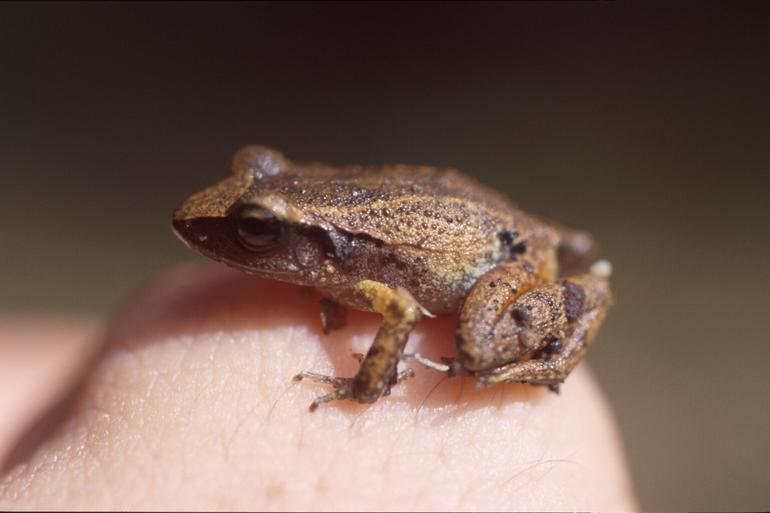
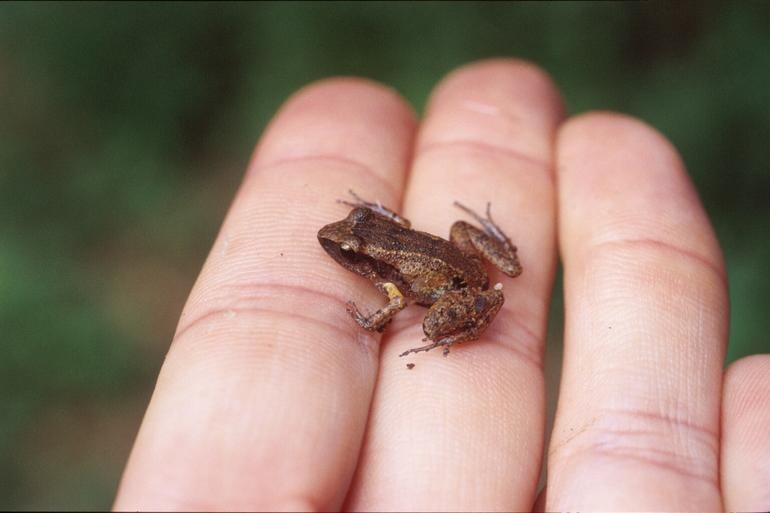
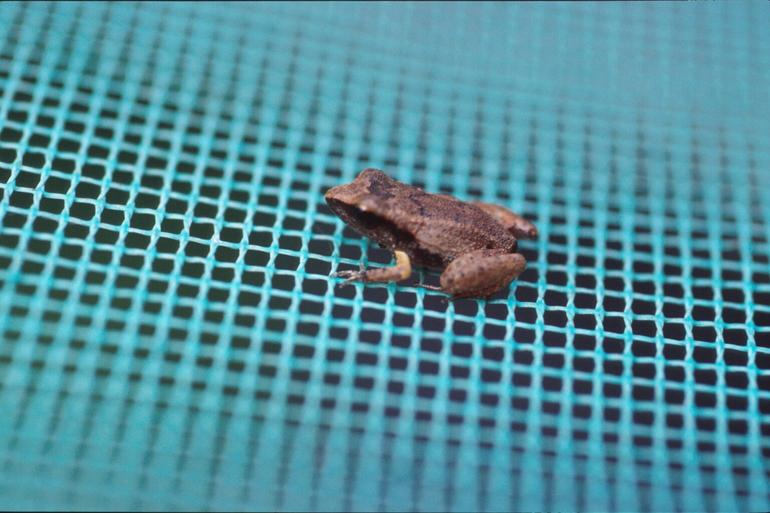